# 恨，友谊，追求，爱情，婚姻
《恨，友谊，追求，爱情，婚姻》（或譯《相愛或是相守》）（英語：Hateship, Friendship, Courtship, Loveship, Marriage），加拿大英语小说家、2013年诺贝尔文学奖得主爱丽丝·门罗的短篇小说集。该短篇小说集荣获“《时代》杂志年度最佳小说”。

## 写作和出版
该短篇小说集在2001年出版。

## 内容
这部短篇小说集分为9篇，分别是：
- 〈恨，友谊，追求，爱情，婚姻〉（Hateship, Friendship, Courtship, Loveship, Marriage）
- 〈浮桥〉（Floating Bridge）
- 〈家具〉（Family Furnishings）
- 〈慰藉〉（Comfort）
- 〈荨麻〉（Nettles）
- 〈梁与柱〉（Post and Beam）
- 〈留存的记忆〉（What is Remembered）
- 〈奎妮〉（Queenie）
- 〈熊从山那边来〉（The Bear Came Over the Mountain）

## 评价
- 《芝加哥论坛报》：“这是短篇小说大师的一部巅峰之作。”[1]

## 译著
简体中文版本已经由马永波、杨宇军翻译。